# Astatotilapia tweddlei
Astatotilapia tweddlei är en fiskart som beskrevs av Jackson, 1985. Astatotilapia tweddlei ingår i släktet Astatotilapia och familjen Cichlidae. IUCN kategoriserar arten globalt som sårbar. Inga underarter finns listade.